# Саутін Дмитро Іванович
Дмитро Іванович Саутін  (рос. Дмитрий Иванович Саутин, 15 березня 1974, Воронеж, СРСР) — російський стрибун у воду, олімпійський чемпіон.
У 2013 став суддею у шоу Вишка на каналі 1+1.

## Виступи на Олімпіадах
| Олімпіада      | Дисципліна                   | Місце |
| -------------- | ---------------------------- | ----- |
| Барселона 1992 | трамплін                     | 3     |
| Барселона 1992 | вишка                        | 6     |
| Атланта 1996   | трамплін                     | 5     |
| Атланта 1996   | вишка                        | 1     |
| Сідней 2000    | трамплін                     | 3     |
| Сідней 2000    | вишка                        | 3     |
| Сідней 2000    | синхронні стрибки з трамліна | 2     |
| Сідней 2000    | синхронні стрибки з вишки    | 1     |
| Афіни 2004     | трамплін                     | 3     |
| Афіни 2004     | синхронні стрибки з трамліна | 7     |
| Пекін 2008     | трамплін                     | 4     |
| Пекін 2008     | синхронні стрибки з трамліна | 2     |